# Juan de Arévalo Briceño y Arias de Córdova
Fray Alonso Juan de Arévalo Briceño y Arias de Córdova (1587, Reino de Chile-16 de noviembre de 1668, Trujillo, Caracas, Venezuela). Hijo de Alonso de Arévalo Briceño y Mansilla y de Jerónima Arias de Córdova y de la Peña. Sacerdote de la Orden de San Francisco. Tomó el hábito en Lima en 30 de enero de 1605 y profesó a la edad de 19 años. Fue guardián del convento de esta capital en que estudió y leyó todas sus cátedras con reputación de profundo teólogo: primer definidor de la provincia, comisario y visitador de las de Charcas y Chile, y vicario general. Asistió a un capítulo general celebrado en Roma; allí presidió conclusiones de teología que dedicó al cardenal Albornoz, y en cuya corte procuró la beatificación de San Francisco Solano.

## Biografía
Sacerdote de la Orden de San Francisco, hijo del capitán Alonso Briceño de Arévalo y Mancilla y de Doña Gerónima Arias de Córdova y de la Peña, descendiente de conquistador. Tomó el hábito en Lima en 30 de enero de 1605 y profesó a la edad de 19 años. Fue guardián del convento de esta capital en que estudió y leyó todas sus cátedras con reputación de profundo teólogo: primer definidor de la provincia, comisario y visitador de las de Charcas y Chile, y vicario general. Asistió a un capítulo general celebrado en Roma; allí presidió conclusiones de teología que dedicó al cardenal Albornoz, y en cuya corte procuró la beatificación de San Francisco Solano.
Fue calificador del Santo Oficio. Imprimió en Madrid en 1638 una obra teológica en cuya facultad era lector jubilado. Obispo electo de Nicaragua en mayo de 1644 hallándose en España. Tomó posesión en diciembre de 1646, habiéndose consagrado en Panamá el 12 de noviembre de 1645: se le promovió al Obispado de Caracas el año 1659 y murió en el de 1667. 
	Juan fue llevado de cinco años por sus padres a Lima en donde el 30 de enero de 1605 tomó el hábito franciscano. En Lima es recibido por sus parientes (descendientes de Don Francisco Briceño conquistador del Perú, su hijo: Juan Briceño, Alcalde de Arequipa, nieto: Don Lorenzo Briseño, Presbítero, con ellos se quedó). Fue Ordenado Sacerdote y obtuvo en concurso la Cátedra de Filosofía que regentó por 15 años, fue también catedrático de teología, enseñando y defendiendo la doctrina de Juan Duns Escoto (John Duns Scot) con tal brillo que en los círculos universitarios Limeños era llamado Segundo Escoto. 

En su orden desempeñó los cargos de guardián del Convento de Lima y del de Cajamarca, definidor provincial del Perú, vicario provincial de Jauja y Cajamarca, visitador de Chile y de Chacras.
En 1636 fue enviado a Roma vía España donde permaneció por tres años (1639 - 1642), como procurador para la canonización de Fray Francisco Solano y participó en Roma en 1639 en el capítulo general Franciscano, destacándose en sus intervenciones así como en certámenes académicos en que participó como teólogo y filósofo escotista. 	Vuelto a España escribió en 1642 dos gruesos volúmenes de los tres que llevó a América de su obra "Comentarios al Libro Primero de las sentencias de Escoto", que incluyen disertaciones filosóficas independientes, que forman un tratado de metafísica con un completo índice sobre esta materia. Esta obra recibió en su época los mayores elogios, y ha recibido, en Venezuela, en el siglo XX, una edición parcial de la parte filosófica, traducida del latín al castellano (ver. Juan David García Bacca: "Antología del pensamiento filosófico Venezolano, siglos XVII y XVIII; Caracas, ed. Ministerio de Educación 1954, pp. 15 - 178).
	Aparte del Intrínseco valor filosófico y teológico que aun hoy se reconoce a sus escritos, Don Alonso Briceño tiene el mérito de haber sido el primer Americano que dio a la imprenta una obra sobre estas materias y, además, con una claridad que lo coloca junto a los más insignes teólogos y filósofos del Siglo de Oro de España, al decir de Méndez Pelayo (ver: Marcelino Méndez y Pelayo: "La Ciencia Española", ed. Emecé, Bs. Aires, 1947, vol 3, pp 129, 134 y 172).
	Don Alonso fue nombrado Obispo de Nicaragua en 1644, partiendo de regreso a América el 15 de febrero de 1645. Fue consagrado en Panamá y en 1646 tomó posesión de su diócesis. En 1659 fue trasladado a la sede Episcopal de Caracas, en la que permaneció hasta su muerte ocurrida en Trujillo en 1669.